# Прапор Переяслава
Прапор Переяслава — символ міста Переяслава Київської області.  

## Історія
Прапор Переяслава є новітнім муніципальним символом міста — його затверджено у 1999 році.

## Опис
Прапор Переяслава являє собою квадратне червоне полотнище, у центрі якого зображена срібна вежа з хрестом і відкритою брамою на срібному озері. Висота вежі дорівнює 4/5 сторони полотнища. Прапор має по периметру лиштву, яка складається з білих та жовтих трикутників. Ширина лиштви дорівнює 1/20 сторони полотнища.